# László Sárosi (water-polo)
Ne doit pas être confondu avec László Sárosi (football).
László Sárosi (né le 12 octobre 1946 à Budapest) est un joueur de water-polo hongrois, médaillé de bronze olympique en 1968, médaillé d'argent en 1972 et champion olympique en 1976.